# Mannschaftsfahrzeuge
Ein Mannschaftstransportfahrzeug (MTF), außerhalb der Feuerwehren auch als Mannschaftstransportwagen (MTW) bezeichnet, oder – in früherer Zeit – Mannschaftswagen genannt, ist ein Einsatzfahrzeug, das bei Feuerwehr, THW und diversen weiteren Hilfsorganisationen eingesetzt wird und namensgebend vorrangig zum Transport von Personengruppen (Mannschaften) dient. Bei der Polizei werden entsprechende Fahrzeuge als Gruppenkraftwagen (GruKw) bezeichnet.

## Normung und Aufbau
Mannschaftsfahrzeuge sind nicht DIN-genormt. Einige Bundesländer (Rheinland-Pfalz und Bayern sowie Sachsen für die Wasserrettung) haben jedoch landesrechtliche Technische Weisungen zum Bau derartiger Fahrzeuge erlassen. Des Weiteren haben das Bundesamt für Bevölkerungsschutz und Katastrophenhilfe (BBK) bzw. die Vorgängerbehörden für den Bevölkerungsschutz bestimmte Mannschaftstransportwagen näher spezifiziert und durch Typenblätter genormt (siehe Abschnitt Mannschaftstransportwagen im Bevölkerungsschutz).
Die meisten Mannschaftsfahrzeuge basieren auf konventionellen Kleintransportern. Sie sind fast immer mit Funk, Rundumkennleuchte und Folgetonhorn ausgestattet. Die weitere Ausrüstung und der Ausbau erfolgt gemäß DIN EN 1846.

## Verwendung und Varianten
Die Mannschaftsfahrzeuge werden neben dem Personentransport gelegentlich auch für Aufgaben der Einsatzleitung (hierbei werden in einzelnen Feuerwehren eigene Kurzbezeichnungen wie MTF-EL verwendet) oder Mehrzweckfahrzeuge (MZF) mit unterschiedlichen Funktionen oder als Zugfahrzeug für verschiedene Anhänger eingesetzt. Oftmals lassen sich – im Falle fehlender rechtlicher Festlegung – keine wesentlichen Unterschiede zum MZF feststellen.

### Mannschaftstransportwagen im Bevölkerungsschutz
Im Bevölkerungsschutz wurden und werden Mannschaftstransportwagen vielfältig eingesetzt. Für die Medizinische Task Force des Katastrophenschutzes wurde vom BBK der Typ MTW genormt. Entsprechende Fahrzeuge sind unter anderem mit Leuchten, Warnkleidung, Tisch, Sprechfunkausstattung und Ölbindetüchern ausgestattet, besitzen neun Sitzplätze und Hinterachsantrieb. Die zulässige Gesamtmasse beträgt 3,88 Tonnen. Für den Fachdienst Betreuung sollen Mannschaftswagen insbesondere als Betreuungskombi eingesetzt werden. Außerdem werden solche Fahrzeuge häufig als Zugfahrzeug für Materialanhänger, Rettungsboote und Feldkochherde verwendet. Ein Beispiel ist der Betreuungskombi der Betreuungsgruppe der Einsatzeinheit NRW. Nach Transport des Anhängers an den Einsatzort kann das Fahrzeug wie ein vollwertiger Mannschaftstransportwagen eingesetzt werden. Für den Sanitätsdienst waren Sanitätsgruppen-Kraftwagen vorgesehen. Teilweise werden dort auch andere Mannschaftstransportwagen verwendet.

### Mannschaftstransportfahrzeug mit Ladefläche (MTF-L)
Während normale Mannschaftstransportfahrzeuge auf einem Kleinbus aufbauen, ist das Mannschaftstransportfahrzeug mit Ladefläche hauptsächlich zum Transport von Einsatzmitteln konzipiert. Durch die Ladefläche wird die Möglichkeit zum Personentransport eingeschränkt. In vielen Fällen wird das MTF-L als MZF mit unterschiedlichen Funktionen wie Geräte- und Personentransport eingesetzt.
Bei kleineren Feuerwehreinheiten kann ein MTF-L als zweites Fahrzeug, neben einem TSF, TSF-W oder einem KLF für den Einsatz bereitstehen. Im Katastrophenschutz wird der Kombi Technik und Sicherheit als Mannschaftstransportfahrzeug mit Ladefläche ausgeführt. Als Ausrüstung verfügt ein MTF-L bei Feuerwehren meist über Ölbindemittel, Schläuche und weitere Einsatzmitteln nach Einsatzzweck.

### Mannschaftstransportwagen mit Einsatzleitung Funktion (MTW-EL)
In Niedersachsen wird eine Kombination aus Mannschaftstransportwagen mit Einsatzleitung Funktion beschafft.

### Technisches Hilfswerk
Im THW werden MTW mit verschiedenen Funktionen eingesetzt:
- Als Führungsfahrzeug für den Zugtrupp im Technischen Zug und in den Fachzügen (diese „MTW Zugtrupp“ werden durch einen dedizierten Führungskraftwagen ersetzt)
- Als Multifunktionsfahrzeug in verschiedenen Fachgruppen („MTW FGr“ oder „MTW TZ“) und für den Stab des Ortsverbandes („MTW OV“).

Die im THW ebenfalls vorhandenen Mannschaftslastwagen sind hingegen keine MTW.

## Kurzbezeichnungen und Funkrufnamen
- MTF = Mannschaftstransportfahrzeug[12]
- MTF-L = Mannschaftstransportfahrzeug mit Ladefläche[12]
- MTW = Mannschaftstransportwagen

Im BOS-Funk meldet sich ein Mannschaftstransportfahrzeug der Feuerwehr mit dem Funkrufnamen: „Florian ../19/..“, sofern das jeweilige Bundesland die „bundeseinheitlichen Funkrufnamen“ im BOS-Funk (4-m-Band) eingeführt hat. Das MTF-L hat die Kennung 18.

### Digitaler BOS-Funk
Im digitalen BOS-Sprechfunk erhält jedes Endgerät eine eindeutige operativ-taktische Adresse (OPTA), die auch an alle empfangenden Geräte übertragen wird. Damit werden die Funkrufnamen durch eine Anzeige im Display des Sprechfunkgerätes ergänzt.
Die OPTA wird nach einem bundesweit einheitlichen Schema für Polizei und nichtpolizeiliche BOS vergeben und besteht aus 24 Stellen, die durch Ziffern, Buchstaben oder auch Leerzeichen belegt werden können.
Ab Stelle 9 enthält die OPTA eine eindeutige Ziffernfolge und ist fest eingestellt. Die Alias-OPTA kann innerhalb der Regeln frei definiert werden und unterscheidet sich je nach Art der Organisation. Sie enthält an Stellen 14 bis 21 die Funktionszuordnung (z. B. Fahrzeugtyp, Funktion, Aufgabe); für die Mannschaftstransportfahrzeuge und -wagen gilt die Kurzbezeichnung „MTW“.
Da im digitalen BOS-Sprechfunk die Funkrufnamen teilweise in Anlehnung an die OPTA gebildet werden, ergeben sich gegenüber dem analogen BOS-Sprechfunk in der Regel Änderungen der Rufnamen (beispielhaft für die nichtpolizeilichen BOS in der Anleitung zur Umsetzung der OPTA-Richtlinie in Nordrhein-Westfalen). Die Organisationskennwörter des Rufnamens (z. B. für die Feuerwehr „Florian“, für das Deutsche Rote Kreuz „Rotkreuz“) sind nicht Bestandteil der OPTA und werden aus dem analogen 4-m-Band-Rufnamensystem übernommen.

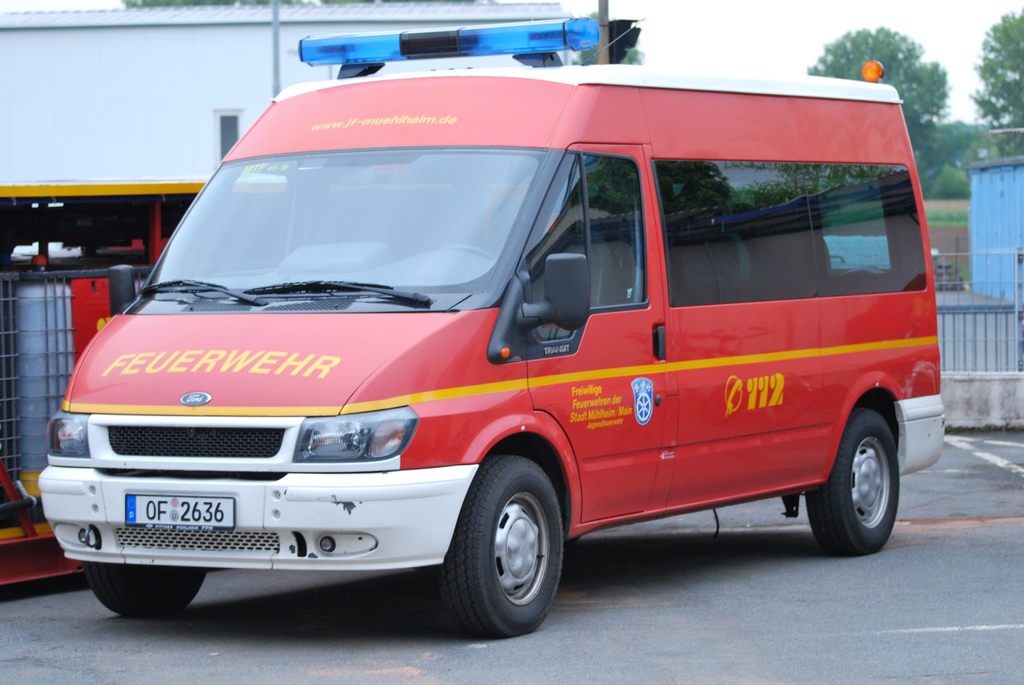
MTF der Feuerwehr
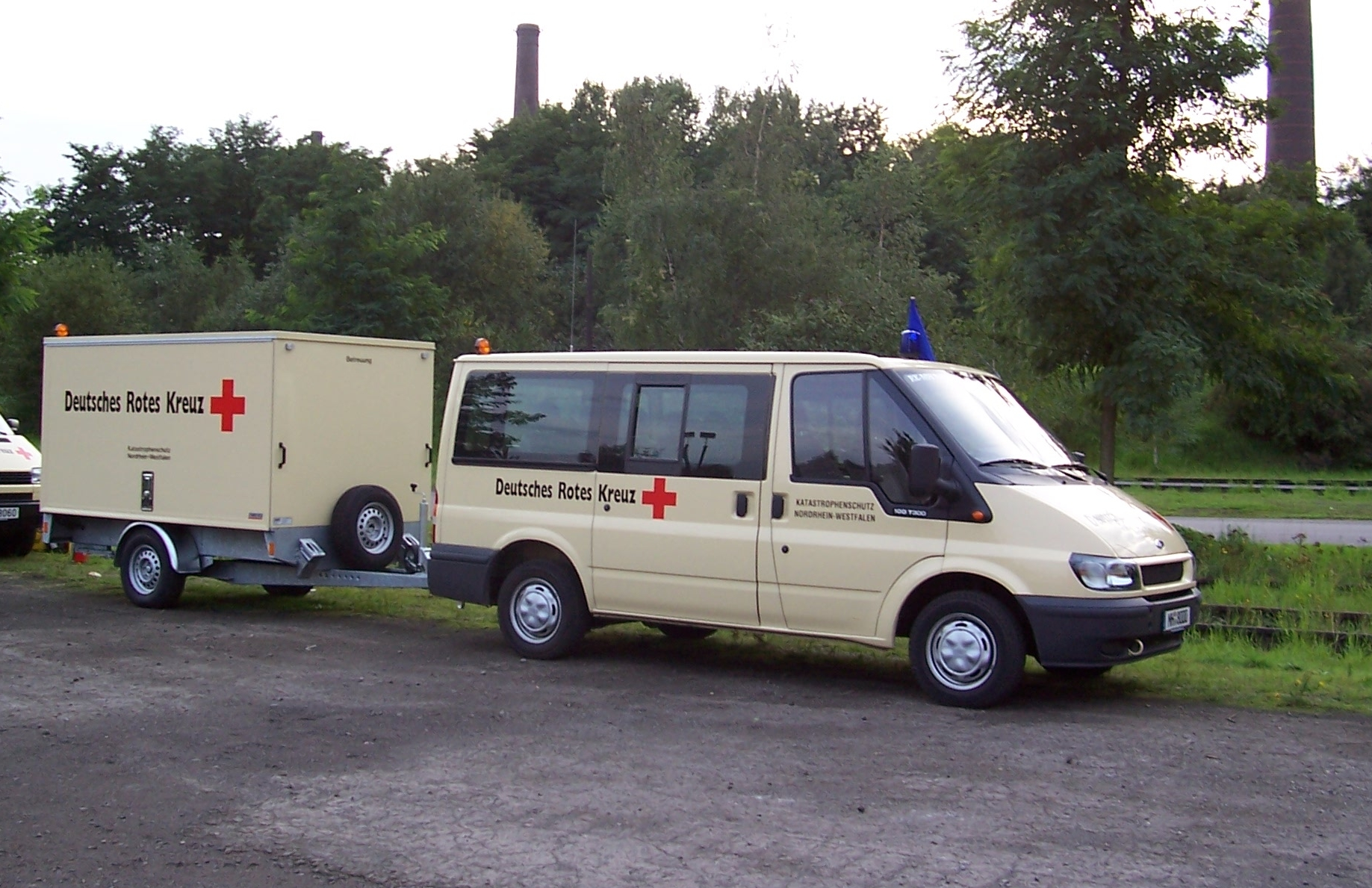
Betreuungsgespann NRW des DRK
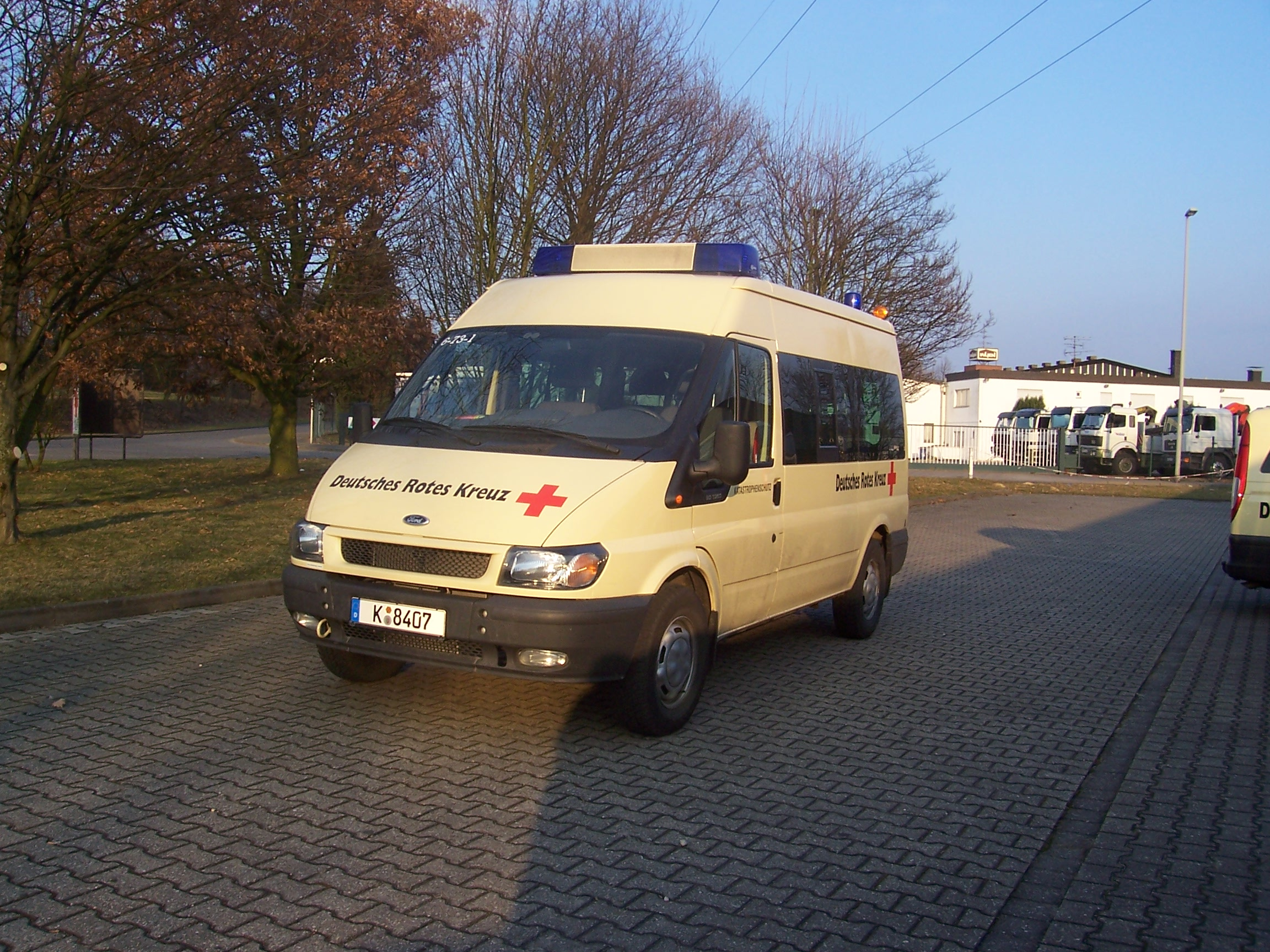
Betreuungskombi des DRK
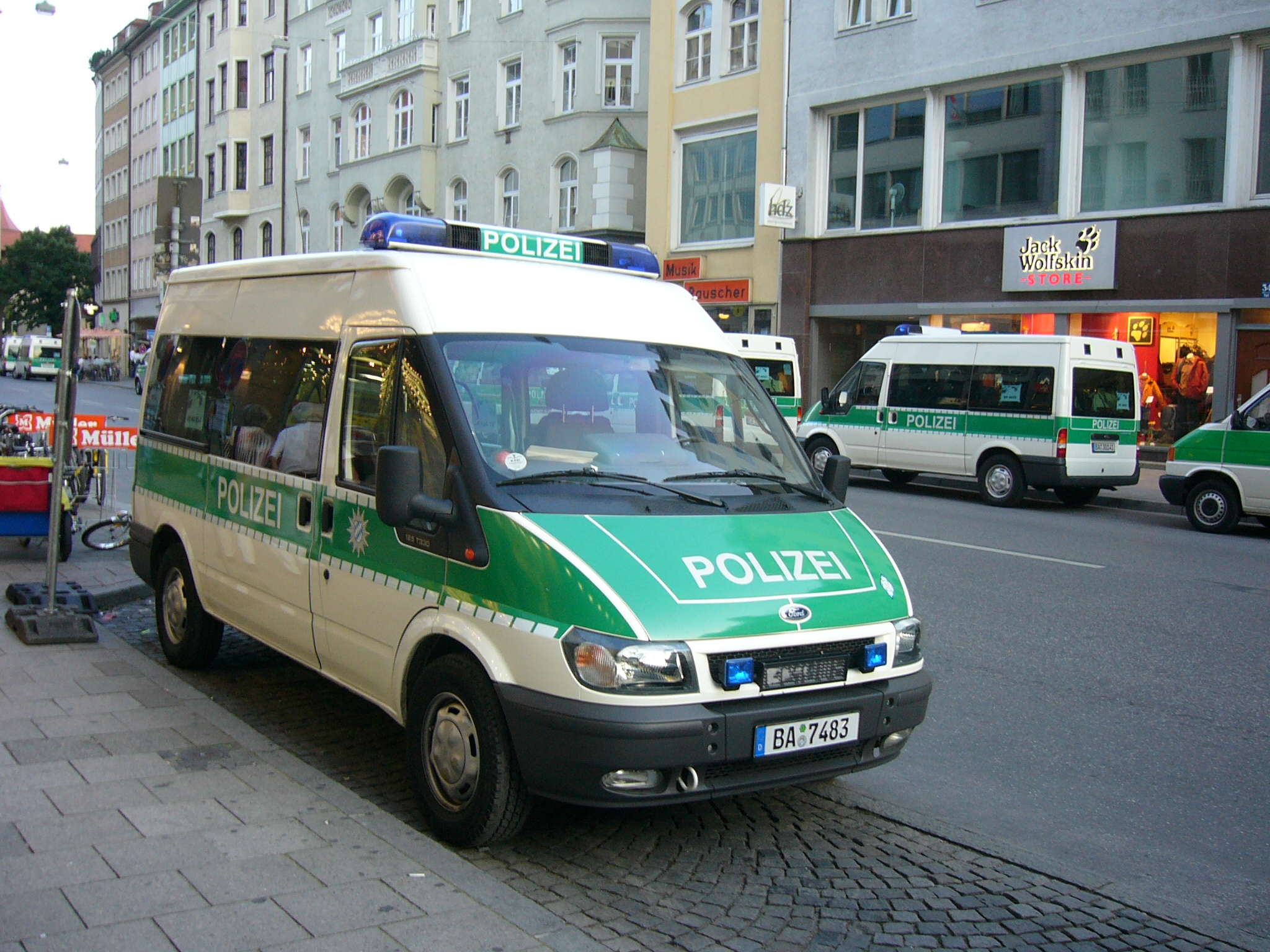
GruKw der Polizei
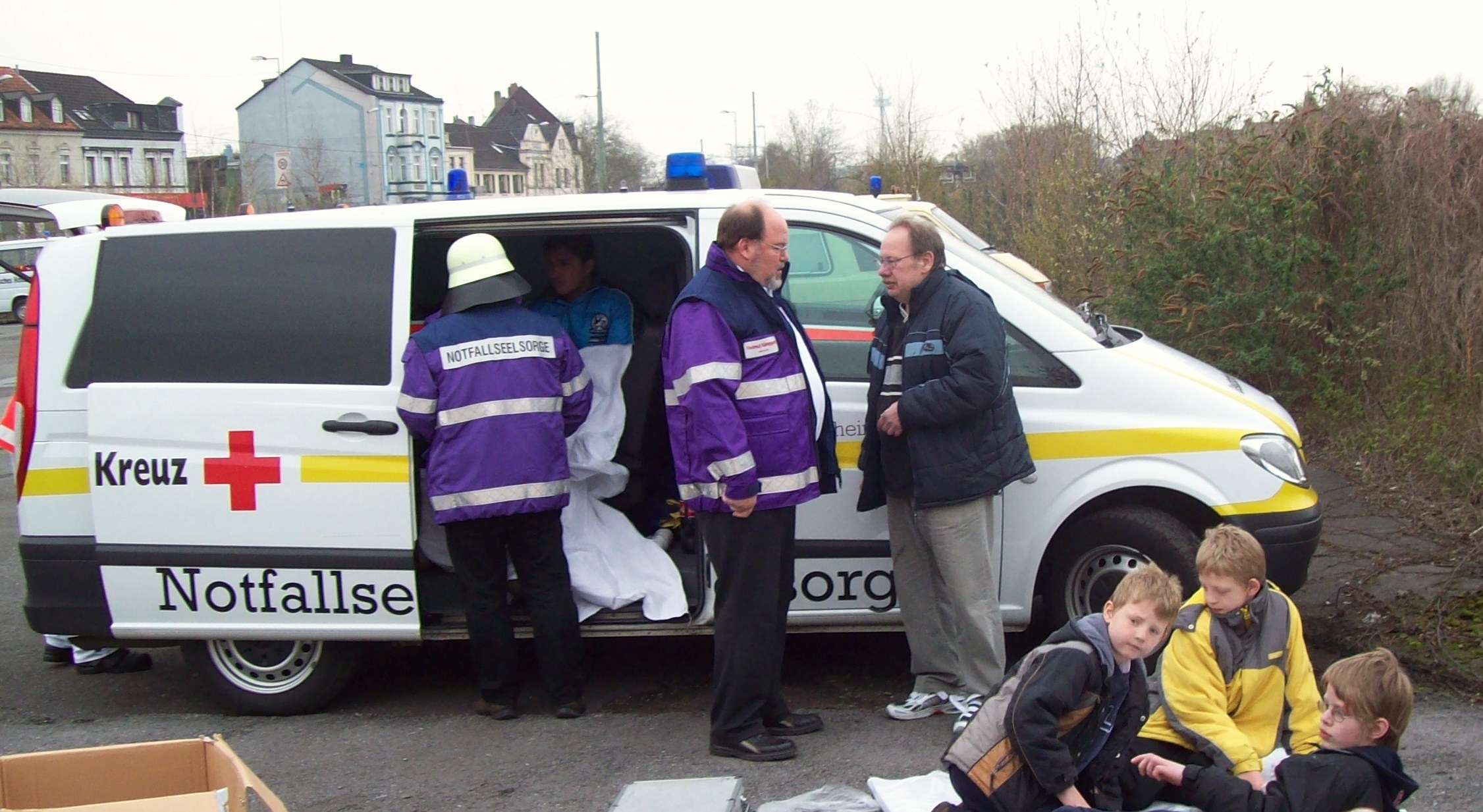
MTW der Notfallseelsorge
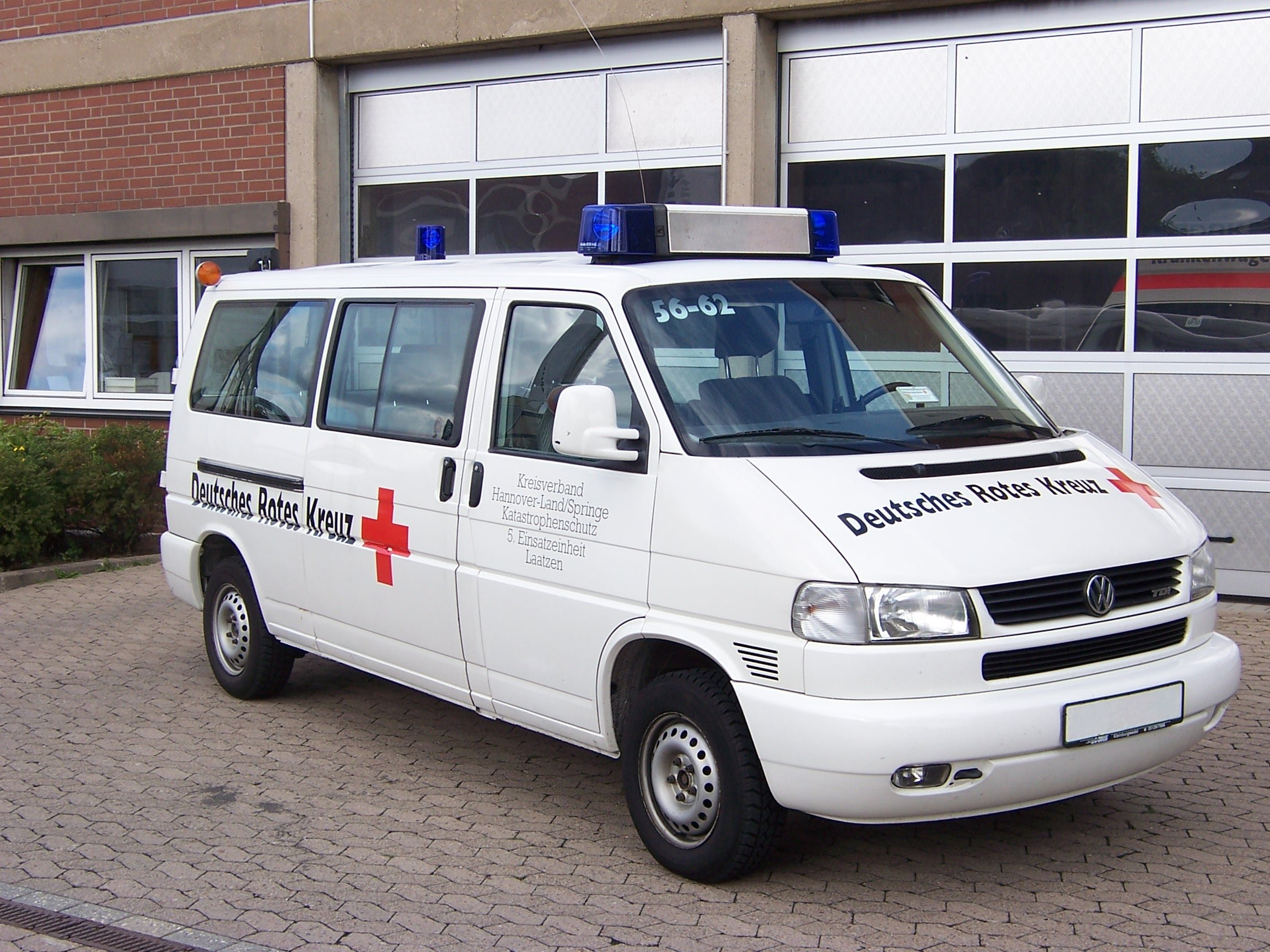
MTW des DRK